# Ian White (politician)
Ian White (n. 8 aprilie 1945, Bristol, Anglia, Regatul Unit – d. 27 iunie 2021) a fost un om politic britanic, membru al Parlamentului European în perioadele 1989-1994 și 1994-1999 din partea Regatului Unit.